# 313
سنة 313 م (بالأرقام الرومانية: CCCXIII) كانت سنة بسيطة تبدأ يوم الخميس (الرابط يظهر نموذج الجدول الزمني الكامل للسنة) من التقويم اليولياني. بدأت تسمية السنة ب313 منذ العصور الوسطى المبكرة، عندما أصبح تقويم أنو دوميني هو الأسلوب السائد في أوروبا لتسمية السنوات.

## أحداث
- الإمبراطور نينتوكو، رابع أبناء الإمبراطور أوجينـ يصبح الإمبراطور السادس عشر على اليابان

## مواليد
- ديديموس الضرير